# 원자 분자 광 물리학
000/
원자 분자 광 물리학(Atomic, molecular, and optical physics; AMO)은 하나의 원자나 원자 몇 개들의 규모에서, 물질-물질 과 빛-물질 상호작용에 대한 연구를 하는 분야이다. 원자 물리학(Atomic Physics), 분자 물리학(Molecular Physics), 광학(Optics)의 세 분야가 상호 관계, 유사한 연구 방법, 비슷한 에너지범위에 있기 때문에 함께 연구된다.
보통, 물리학자들은 AMO 물리학 이라고 줄여서 부른다. 세분야 모두 고전 역학과 양자 역학의 방법을 다 사용한다.

## [1]원자 및 분자 물리학
원자 물리학은 전자와 원자핵의 분리 된 체계로서 원자를 연구하는 AMO의 하위 분야이며, 분자 물리학은 분자의 물리적 특성을 연구하는 분야이다. 중요한 실험 기술은 다양한 유형의 분광법이다. 분자 물리학은 원자 물리학과 밀접한 관련이 있지만 이론 화학, 물리 화학 및 화학 물리와도 크게 중첩된다.
원자 물리학과 분자 물리학 모두 전자 구조와 이러한 배열이 변화하는 역동적 인 과정에 주로 관련된다. 일반적으로이 작업은 양자 역학을 사용한다. 분자 물리학의 경우이 접근법을 양자 화학이라고 한다. 분자 물리학의 한 가지 중요한 측면은 원자 물리학 분야의 필수적인 원자 궤도 이론이 분자 궤도 이론으로 확장된다는 것이다. 분자 물리학은 분자의 원자 프로세스와 관련이 있지만, 분자 구조로 인한 영향에 추가로 관련된다. 원자들로부터 알려진 전자 여기 상태들에 추가로, 분자들은 회전 및 진동 할 수 있다. 이러한 회전과 진동은 양자화된다. 개별 에너지 수준이 있다. 가장 작은 에너지 차이가 다른 회전 상태 사이에 존재하므로 순수 회전 스펙트럼은 전자기 스펙트럼의 원적외선 영역 (약 30 - 150 μm 파장)에 있다. 진동 스펙트럼은 근적외선 (약 1 - 5 μm)에 있으며 전자 전이로 인한 스펙트럼은 대부분 가시 광선 및 자외선 영역에 있다. 원자핵 사이의 거리와 같은 분자의 회전 및 진동 스펙트럼 특성 측정에서 계산할 수 있다.
많은 과학 분야에서와 마찬가지로 엄격한 묘사는 고도로 고안 될 수 있으며 원자 물리학은 원자 물리학, 분자 물리학 및 광학 물리학의 광범위한 맥락에서 종종 고려된다.

## 광 물리학
광 물리학은 전자기 복사의 생성, 그 복사의 성질, 그리고 복사와 물질의 상호 작용, 특히 그 조작과 제어에 관한 연구이다. 그것은 새로운 현상의 발견과 적용에 초점을 맞추고 있다는 점에서 일반적인 광학과 광학 공학과 다르다. 그러나 광 물리학, 응용 광학 및 광 공학 사이에는 강한 차이가 없다.
광 물리학의 연구원은 전자 레인지에서 엑스선까지 전자기 스펙트럼을 확장하는 광원을 사용하고 개발한다. 이 분야는 빛, 선형 및 비선형 광학 프로세스의 생성 및 탐지, 그리고 분광학을 포함한다. 레이저 및 레이저 분광기는 광 물리학을 변형시켰다. 광학 물리학의 주요 연구는 양자 광학 및 일관성, 그리고 펨토초 광학에도 집중되어 있다. 광학 물리학 분야에서는 강렬한 초고주파 전자기장에 고립 된 원자의 비선형 응답, 높은 전자기장에서의 원자 - 공동 상호 작용, 전자기장의 양자 특성과 같은 영역에서도 지원이 제공된다.
연구의 다른 중요한 영역은 나노 광학 측정, 회절 광학, 저 간섭 간섭계, 광학 단층 촬영 및 근거리 현미경에 대한 새로운 광학 기술의 개발을 포함한다. 광 물리학 연구는 초고속 광학 과학 및 기술에 중점을 둔다. 광 물리학의 응용은 통신, 의학, 제조, 심지어 엔터테인먼트 분야의 발전을 가져온다.

## 같이 보기
- 회절
- 간섭법
- 분자 모델링
- 나노 기술
- 비선형 광학
- 광학공학
- 양자화학
- 양자광학
- 분광학